# Боянус, Людвиг Генрих
Лю́двиг Ге́нрих Боя́нус (нем. Ludwig Heinrich Bojanus; 16 июля 1776, Бишвейль — 2 апреля 1827, Дармштадт) — российский естествоиспытатель, анатом и зоолог немецкого происхождения.

## Биография
Родился 16 июля 1776 года в г. Бишвейле в Эльзасе. С переходом Эльзаса во владение Франции в 1789 году родители Боянуса переселились в Дармштадт, и вскоре их сын был отправлен, на средства герцога дармштадтского, в Йенский университет.
Окончив медицинское отделение Йенского университета в 1797 году и получив степень доктора медицины и хирургии, посетил Вену, где подружился с Галлем. В 1798—1801 гг. занимался медицинской практикой в Дармштадте. Предполагая основать в Дармштадте ветеринарную школу, герцог предназначил Боянуса на место профессора в ней и для усовершенствования в науках отправил его в 1801 году в Париж, где он изучал анатомию у Кювье. Затем Боянус посетил Лондон, Ганновер, Берлин, Вену и Копенгаген. Поскольку школа в Дармштадте не была открыта, Боянус в 1804 году получил по конкурсу место профессора ветеринарии в Виленском университете. Из-за политической ситуации в Европе прибыть в Вильну он смог лишь в мае 1806 года. В 1805 году во Франкфурте было напечатано его сочинение: «Über den Zweck und die Organisation der Thierarzneischulen».
По прибытии в Вильну, он возглавил кафедру «скотного лечения» (ветеринарии) на медицинском факультете университета. Составил учебный план и разработал программу по ветеринарными дисциплинам, основал зоологический и зоотомический кабинеты в Виленском университете, создал первую в Литве гельминтологическую коллекцию.
В 1807 году он был избран в члены Санкт-Петербургской медико-хирургической академии (СПб МХА). Во время войны 1812 года он уехал в Санкт-Петербург, и около года преподавал в СПб МХА. Вернувшись в Вильну, он с 1815 года, помимо курса ветеринарии, до 1823 года он преподавал в Виленском университете ещё и сравнительную анатомию. Лекции читал на латинском языке. С сентября 1822 до середины 1823 года был ректором Виленского университета. В 1816 году был произведён в чин статского советника.
С 1814 года — член-корреспондент Петербургской Академии наук, с 1816 — Императорской академии Леопольдина-Каролина в Бонне; состоял членом научных обществ Дании, Великобритании, Швеции.
В 1824 году вернулся в Дармштадт, где провёл последние годы жизни.

## Научная деятельность
Был сторонником эволюционного учения, полагая, что материальная природа по своим законам переходит от простейших форм к более сложным и совершенным и между различными явлениями природы нет непреодолимой границы.
Изучал мифологических животных — тура и степного зубра. Боянусу впервые дал научную оценку этим двум видам крупного рогатого скота, ранее не различавшимся. Сейчас в научной классификации видов тур и степной зубр носят названия соответственно bos primigenius (Bojanus 1827) и bison priscius (Bojanus 1827).
Впервые описал орган выделения (почку) пластинчатожаберных моллюсков (боянусов орган), но ошибочно принял его за лёгкое. Изучал анатомию и эмбриологию лошади, установил различия между туром (Bos primigenius) и степным бизоном (Bison priscus), занимался исследованиями заразных болезней животных (сибирская язва, чума и другие).
Ему принадлежит около 70 научных трудов по эмбриологии, зоологии, медицине, ветеринарии и зоотехнии. Среди них многолетнее исследование анатомии черепах «Anatome Testudinis Europaeae» (v. 1-2, Wilno, 1819—1821), не утратившее научного значения.